# Delvinë distrikt
Delvinas distrikt (albanska: Rrethi i Delvinës) var ett av Albaniens 36 distrikt. Det hade ett invånarantal på 29 862 och en area av 348 km². Det var beläget i södra Albanien, och dess centralort var Delvina. Andra städer i det här distriktet var Finiqi.